# Őze Lajos
Őze Lajos (Szentes, Magyar Királyság, 1935. április 22. – Budapest, Magyar Népköztársaság, 1984. október 21.) posztumusz Kossuth-díjas magyar színművész, vagy ahogy ő nevezte „színjátékos”. A 20. századi magyar színjátszás egyik kiemelkedő alakja, jellegzetesen fanyar humorú színészegyénisége. Fiai: Őze Gábor és Őze Áron színművész.

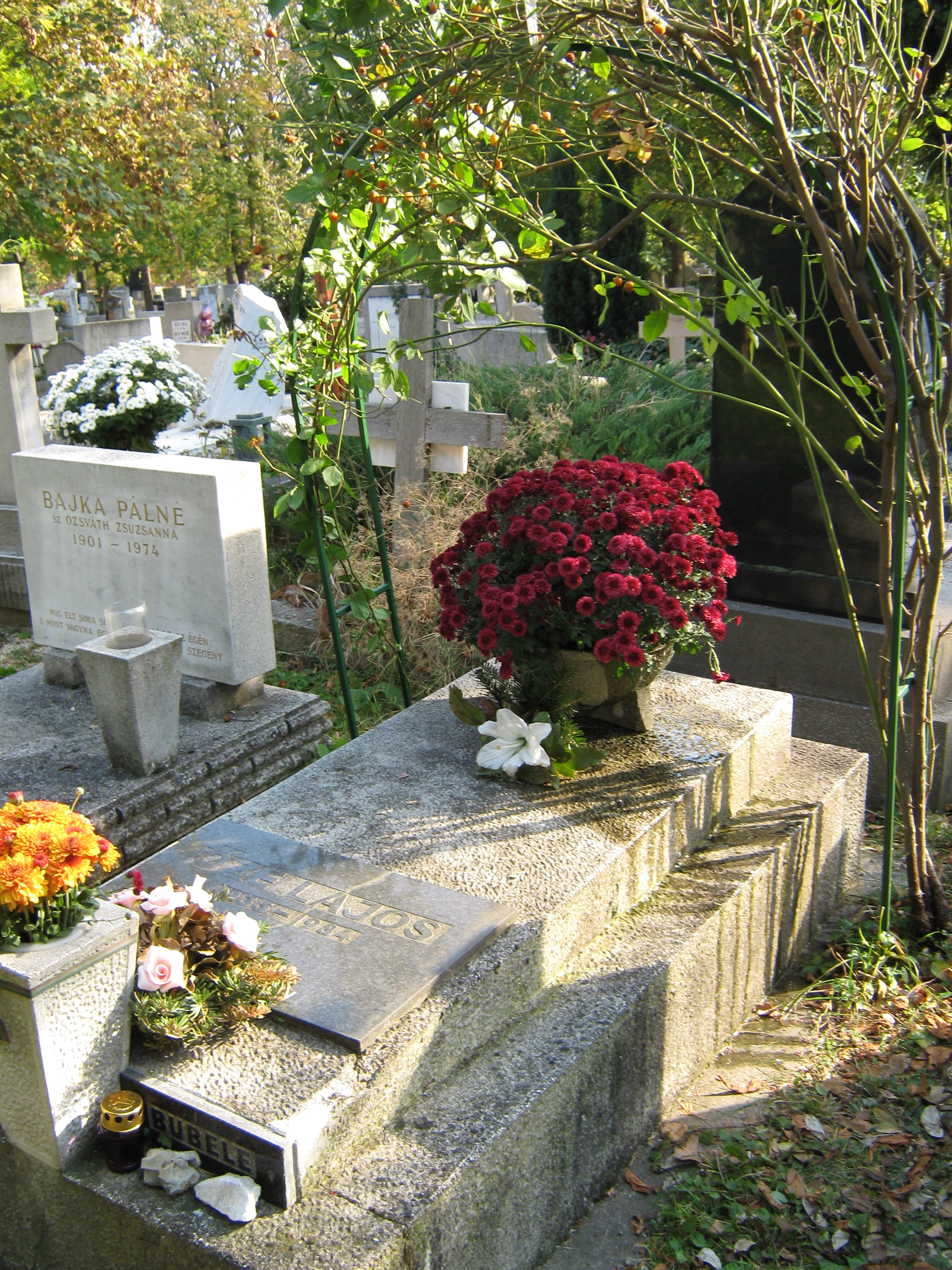
Farkasréti temető 44-VII-1-44

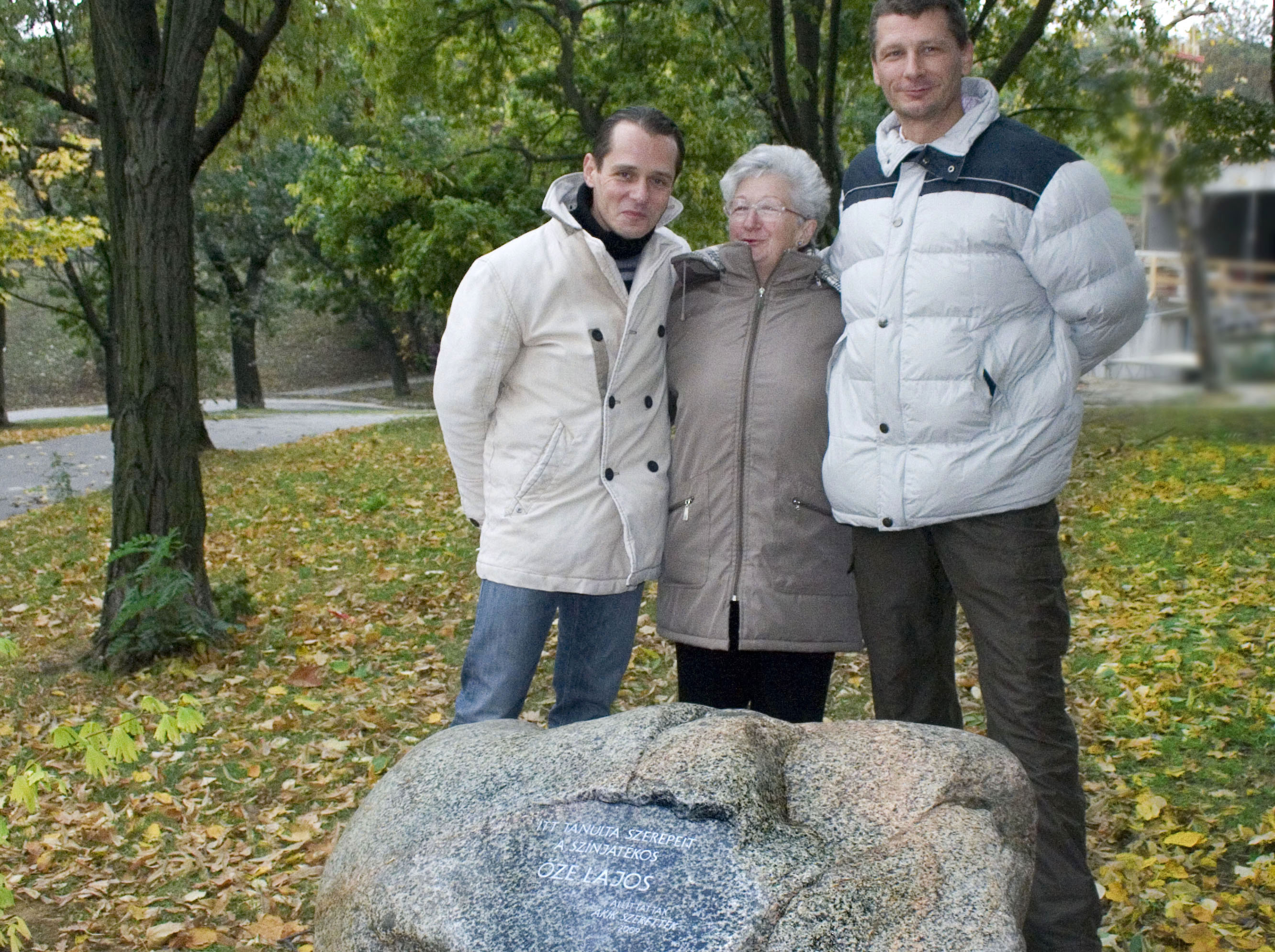
Az Őze Lajos-emlékkő avatása a lakásához közeli Naphegyen, Budapesten (2009. október 17.). A követ arra a helyre állították, ahol gyakorta tanulta szerepeit. Az avatás alkalmából készült fotón balról Őze Áron színművész, jobbról Őze Gábor operatőr, a művész két fia áll, középütt a húga

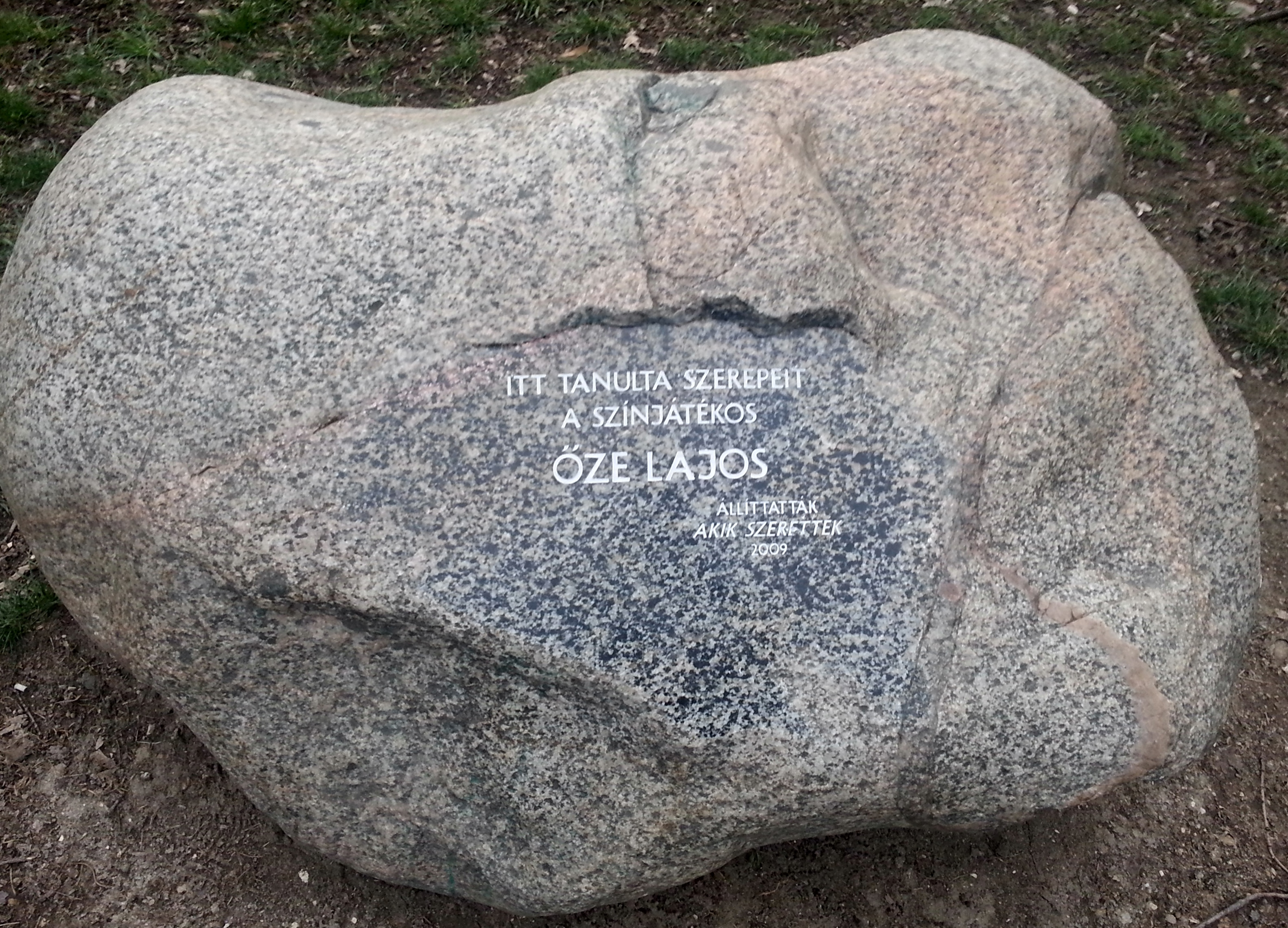
Az emlékkő

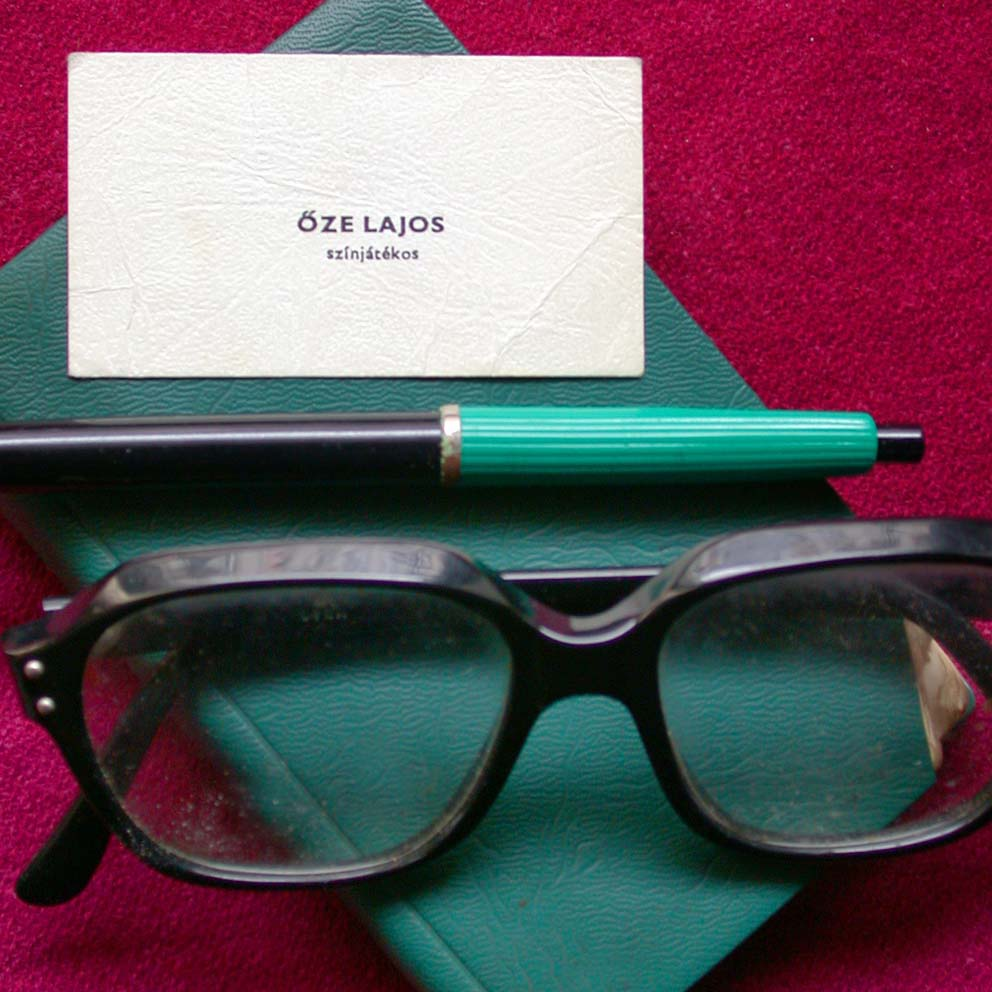
Őze Lajos utolsó napjának személyes tárgyai, amelyeket magánál tartott. Névjegye a noteszben, golyóstolla, és olvasószemüvege. Ezekhez azóta senki sem nyúlt…

## Életpályája
Szegénysorsú családban született, Őze Lajos mészárosmester és Szabó Erzsébet főzőasszony gyermekeként. Szülővárosának mezőgazdasági technikumát végezte el 1949–1952 között, majd a budapesti Színház- és Filmművészeti Főiskolán szerzett diplomát 1956-ban.  
Pályafutását a Miskolci Nemzeti Színházban kezdte, de 1959-ben átszerződött a budapesti Nemzeti Színházhoz, amelynek haláláig tagja volt. Markáns színészi egyénisége – fanyar humora, jellegzetesen egzaltált hanghordozása – elsősorban vígjátékokban és szatírákban érvényesült, de drámai szerepeit is rendkívüli hitelességgel, mély átéléssel formálta meg. Főszerepekben és jellemszerepekben egyaránt egyenletes teljesítményt nyújtott. Különösen emlékezetesek Shakespeare-drámákban játszott alakításai, de nagyban hozzájárult magyar szerzők színpadi műveinek sikerre vitelében is (például Illyés Gyula, Németh László, Illés Endre). Kiváló versmondó volt, már életében legendássá vált „harca” Ady Az ős Kaján című versével: számtalanszor elmondta, de soha nem volt elégedett magával. 
Első filmszerepeit az 1950-es évek második felében játszhatta el, de igazán foglalkoztatott filmszínész csak tíz évvel később lett, s élete utolsó két évtizedében több tévéjáték- és filmszerepet is eljátszhatott (például Virág elvtárs A tanú, Gyurica Miklós Az ötödik pecsét című filmekben). Már halálos betegen vállalta el Bacsó Péter Hány az óra, Vekker úr? című filmjének főszerepét, de még a forgatási időszak alatt meghalt.
Színművészi munkássága elismeréseképpen 1970-ben Jászai Mari-díjat kapott, 1975-ben érdemes, 1984-ben pedig kiváló művész lett. 1990-ben posztumusz Kossuth-díjban részesült. Szülővárosában, Szentesen nevét őrzi a városi mozi.

## Főbb szerepei

### Főbb színházi szerepei
A Színházi adattárban regisztrált bemutatóinak száma: 100; ugyanitt százöt színházi felvételen is látható.
- Viktor (Móricz Zsigmond: Nem élhetek muzsikaszó nélkül)
- Józsa Mihály (Illyés Gyula: Fáklyaláng)
- Wurns (Friedrich Schiller: Ármány és szerelem)
- Dr. Harry Trench (George Bernard Shaw: Szerelmi házasság)
- Benő Zoltán (Kállai István: Kötéltánc)
- Wang (Bertolt Brecht: A szecsuáni jólélek)
- Biberach, majd Tiborc (Katona József: Bánk bán)
- Christopher Machon (John Millington Synge: A nyugati világ bajnoka)
- Möbius (Friedrich Dürrenmatt: A fizikusok)
- Színész (Makszim Gorkij: Éjjeli menedékhely)
- Tudós (Vörösmarty Mihály: Csongor és Tünde)
- Bolyongó (Örkény István: Kulcskeresők)
- II. Richárd (Shakespeare: II. Richárd)
- Malvolio (Shakespeare: Vízkereszt, vagy amit akartok)
- Zách Felicián (Madách Imre: Csák végnapjai)
- Apemantus (Shakespeare: Athéni Timon)
- Corbaccio (Benjamin Jonson: Volpone)
- Barakiás (Székely János: Caligula helytartója)
- Néró (Lion Feuchtwanger: Néró játszik)
- Peter Stockmann (Henrik Ibsen: A nép ellensége)
- Thersites (Shakespeare: Troilus és Cressida)
- István és Vazul (Módos Péter: Itt a földön is)

## Főbb filmszerepei
- Egy pikoló világos (1955, rend. Máriássy Félix)
- Két vallomás (1957, rend. Keleti Márton)
- Alázatosan jelentem (1960, rend. Szemes Mihály)
- Két emelet boldogság (1960, rend. Herskó János)
- Katonazene (1961, rend. Marton Endre)
- Áprilisi riadó (1961, rend. Zolnay Pál)
- Így jöttem (1964, rend. Jancsó Miklós)
- Szegénylegények (1965, rend. Jancsó Miklós)
- Húsz óra (1965, rend. Fábri Zoltán)
- Hideg napok (1966, rend. Kovács András)
- Ezek a fiatalok (1967, rend. Banovich Tamás)
- Ünnepnapok (1967, rend. Kardos Ferenc)
- A holtak visszajárnak (1968, rend. Wiedermann Károly)
- A ló is ember (1968, rend. Horváth Ádám)
- A beszélő köntös (1969, rend. Fejér Tamás)
- A tanú (1969, rend. Bacsó Péter)
- N.N., a halál angyala (1970, rend. Herskó János)
- Egy őrült éjszaka (1970, rend. Kardos Ferenc)
- Gyula vitéz télen-nyáron (1970, rend. Bácskai Lauró István)
- Mindannyiotok lelkiismerete megnyugodhat… (1970, rend. Dömölky János)
- Madárkák (1971, rend. Böszörményi Géza)
- A halhatatlan légiós, akit csak péhovardnak hívtak (1971, rend. Somló Tamás)
- Emberrablás magyar módra (1972, rend. Várkonyi Zoltán)
- "Sipsirica"
- Ártatlan gyilkosok (1973, rend. Várkonyi Zoltán)
- Végül (1974, rend. Maár Gyula
- Bástyasétány hetvennégy (1974, rend. Gazdag Gyula)
- Ereszd el a szakállamat! (1975, rend. Bacsó Péter)
- Zongora a levegőben (1976, rend. Bacsó Péter)
- Tükörképek (1976, rend. Szörény Rezső)
- Teketória (1976, rend. Maár Gyula)
- Az ötödik pecsét (1976, rend. Fábri Zoltán)
- Ékezet (1977, rend. Kardos Ferenc)
- Októberi vasárnap (1979, rend. Kovács András)
- Csillag a máglyán (1979, rend. Ádám Ottó)
- Kojak Budapesten (1980, rend. Szalkai Sándor)
- Megáll az idő (1981, rend. Gothár Péter)
- Tegnapelőtt (1982, rend. Bacsó Péter)
- Te rongyos élet (1983, rend. Bacsó Péter)
- A csoda vége (1983, rend. Vészi János)
- Szirmok, virágok, koszorúk (1984, rend. Lugossy László)
- Egy kicsit én, egy kicsit te (1984, rend. Gyarmathy Lívia)

### Főbb tévéfilmjei
- Princ, a katona, (1966, rendező: Fejér Tamás)
- Mocorgó (1967)
- Hamis Néró (1968)
- Rózsa Sándor (tévésorozat, 1971)
- Egy óra múlva itt vagyok… (tévésorozat, 1971)
- Heten, mint a gonoszok (1972) – József
- Sólyom a sasfészekben (tévésorozat, 1973)
- III. Richard (1973)
- Zaharij ikonfestő bűnös szerelme (1973)
- Aranyborjú (1974)
- Méz a kés hegyén (1974)
- Vivát, Benyovszky! 1-13. (1975)
- A vonatok reggel indulnak (1976)
- Nyúlkenyér (1977)
- Fent a Spitzbergáknál (1978)
- Ki lesz a bálanya? (1979)
- Tisztán vagy szódával (1980)
- A Sipsirica (1980)
- Jegor Bulicsov és a többiek (1981)
- Macbeth (1982)
- Mikkamakka, gyere haza! (1982, rendező: Vadkerty Tibor)
- Napos oldal (1983)
- A piac (1983) – Hollóvári
- Mint oldott kéve (tévésorozat, 1983)
- Szép história (1985)
- Farkascsapda (1986)

## Hangjátékok
- Vészi Endre: A Piros Oroszlán (1962) .... Különös vendég
- Bertold Brecht: Dobszó az éjszakában (1965)
- Gosztonyi János: Dániel és a krokodilok (1965)
- Révész Tibor: Királyi trón (1965)
- Donald Martin: Fiatal férfi idegen házban (1966)
- Kuncz Aladár: A fekete kolostor (1967)
- Gyárfás Miklós: Tanuljunk könnyen és gyorsan drámát írni! (1968)
- Stanislaw Dygat: A Bodeni tó (1968)
- Nowitzky, Andrzej: Antik óra (1968)
- Kozmac-Mejak: Tantadruj (1968)
- Reymont, Wladislaw: Parasztok (1968)
- Zaid Habukki: A csodatevő mágus (1968)
- Az emlékmű (1969)
- Gosztonyi János: A nagy lehetetlen (1969)
- Eötvös József: Magyarország 1514-ben (1970)
- Szergej Jeszenyin: Pugacsov (1970)
- Sőtér István: Eötvös József élete és művészete (1971)
- Balogh László: A tűnékeny alma (1972)
- Darvas József: Elindult szeptemberben (1972)
- Gogol: A szorocsinci vásár (1972)
- Günther Kunert: Idővel tűz támad (1972)
- Indro Montanelli: Della Rovere tábornok (1972)
- "Kóborlásaim idején..." (1972)
- Babits Mihály: Kártyavár (1973)
- Galgóczi Erzsébet: Nyári gyakorlat (1975)
- Hemingway, Ernest: Tengeren (1975)
- Kopányi György: Mindenki tűzoltó (1975)
- Szaltikov-Scserdin: Juduska (1975)
- Erich Kästner: Emil és a detektívek (1976)
- Balázs József: Koportos (1977)
- Hegedüs Géza: Erdőntúli veszedelem (1977)
- Hegedűs Tibor: Gyógyászok (1977)
- Szergej Szártákov: Ragyogj csillag! (1977)
- Moberg, Vilhelm: A hosszú út (1977)
- Naughton, Bill: Késő éjjel a Watling Streeten (1977)
- Kocsonya Mihály házassága - Ismeretlen szerző közjátéka (1978)
- Louis MacNeice: Találkája volt (1979)
- Zygmunt Kraszinski: Istentelen színjáték (1979)
- Mándy Iván: Temetői járat (1979)
- Móra: Négy apának egy leánya (1979)
- Nádor Tamás: Agyagangyal (1979)
- Bor Ambrus: Hullámneszek (1980)
- Capek: Az ellopott 139/VII. c. üo. sz. irat (1980)
- Fekete Gyula: Ház a pataksoron (1980)
- Lázár Ervin: Capriccio (1980)
- Lengyel Péter: Cseréptörés (1980)
- Mándy Iván: Szivarfüst-keringő (1980)
- Régi kövek beszélnek életről és halálról (1980)
- Zoltán Péter: A dárdavivő (1980)
- Kopányi György: Hősök gőzben (1981)
- Smuul, Juhan: A zugkapitány (1982)
- Strindberg: Haláltánc (1982)
- Kamarás István: Normarendezés (1982)
- Matteo Bandello: A pajzán griffmadár (1982)
- Stefan Zweig egy tegnapi európai (1982)
- Synge: A szentek kútja (1982)
- Vészi Endre: Sufni (1982)
- Bárdos Pál: Volt itt egy asztalos (1983)
- Heijermans, Herman: Remény (1983)
- Kopányi György: Hazalátogató (1983)[6]
- Kopányi György: Ember a semmiben (1983)
- Kós Károly: Varjú nemzetség (1983)
- Gyárfás Miklós: Halálugrás (1984)

## Díjai
- Jászai Mari-díj (1970)
- Farkas–Ratkó-díj (1970)
- Érdemes művész (1975)
- Színikritikusok Díja – A legjobb férfi epizódszereplő (1983)
- Kiváló művész (1984)
- Kossuth-díj (1990) /posztumusz/